# Außerordentlicher FDP-Bundesparteitag 1994 (September)
Koordinaten: 49° 25′ 2,8″ N, 11° 6′ 47,6″ O

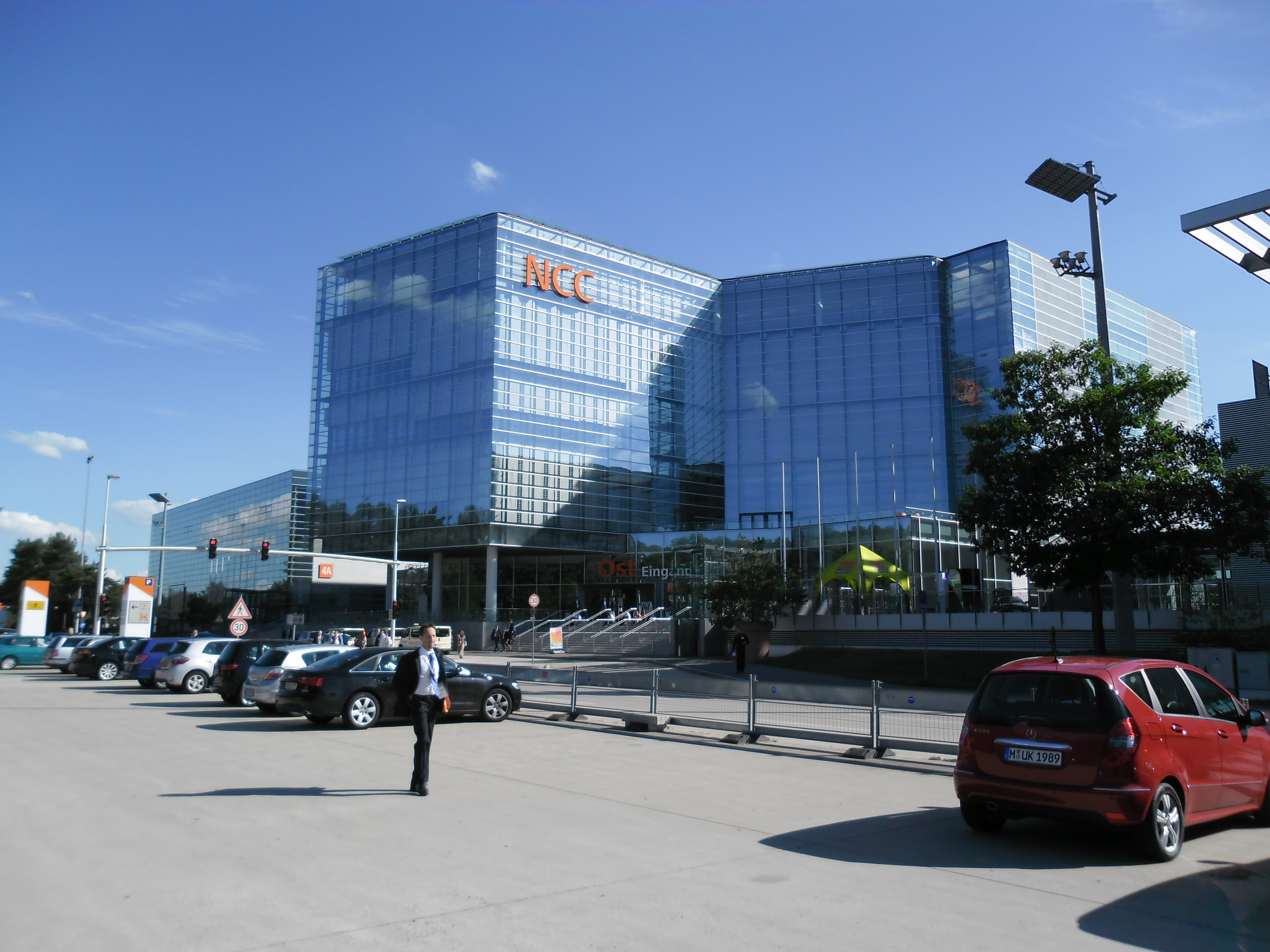
NCC Nürnberg ConventionCenter mit Frankenhalle

Den außerordentlichen Bundesparteitag 1994 hielt die FDP am 4. September 1994 in Nürnberg ab. Es handelte sich um den 13. außerordentlichen Bundesparteitag der FDP in der Bundesrepublik Deutschland.

## Verlauf
Der Parteitag verabschiedete einen Aufruf zur Bundestagswahl am 16. Oktober 1994. Der Parteivorsitzende Außenminister Klaus Kinkel hielt eine Grundsatzrede, in der er sich für die Fortsetzung der schwarz-gelben Koalition mit der Union aussprach.

## Delegiertenschlüssel
Insgesamt wurden zum Bundesparteitag 662 Delegierte eingeladen. Nach dem Mitgliederstand der Landesverbände zum 31. Dezember 1992 (330 Delegierte) und den Wählerstimmenzahlen (330 Delegierte) der Bundestagswahl vom 2. Dezember 1990 standen den Landesverbänden für die Amtszeit der Delegierten, die am 1. Mai 1993 begann und am 30. April 1995 endete, die folgenden Delegiertenrechte zu. Die Berechnung in der Bundesgeschäftsstelle durch den Bundesgeschäftsführer Rolf Berndt erfolgte am 18. Januar 1993 und wurde den Landesverbänden mitgeteilt.
Nach dem Mitgliederbestand der Landesverbände und den Wählerstimmen ergab sich folgender Delegiertenschlüssel:
| Delegiertenrechte zum Bundesparteitag | Delegiertenrechte zum Bundesparteitag | Delegiertenrechte zum Bundesparteitag | Delegiertenrechte zum Bundesparteitag | Delegiertenrechte zum Bundesparteitag | Delegiertenrechte zum Bundesparteitag | Delegiertenrechte zum Bundesparteitag |
| Landesverband                         | Delegierte nach Mitgliederzahl        | Delegierte nach Mitgliederzahl        | Delegierte nach Wählerstimmen         | Delegierte nach Wählerstimmen         | Summe                                 | Vorher                                |
| ------------------------------------- | ------------------------------------- | ------------------------------------- | ------------------------------------- | ------------------------------------- | ------------------------------------- | ------------------------------------- |
| Baden-Württemberg                     | 7.117                                 | 23                                    | 667.272                               | 43                                    | 66                                    | 57                                    |
| Bayern                                | 5.890                                 | 19                                    | 551.892                               | 35                                    | 54                                    | 47                                    |
| Berlin                                | 4.260                                 | 13                                    | 183.780                               | 12                                    | 25                                    | 25                                    |
| Brandenburg                           | 5.177                                 | 16                                    | 138.586                               | 9                                     | 25                                    | 38                                    |
| Bremen                                | 624                                   | 2                                     | 50.630                                | 3                                     | 5                                     | 4                                     |
| Hamburg                               | 1.868                                 | 6                                     | 117.293                               | 8                                     | 14                                    | 12                                    |
| Hessen                                | 7.484                                 | 24                                    | 374.240                               | 24                                    | 48                                    | 38                                    |
| Mecklenburg-Vorpommern                | 5.826                                 | 19                                    | 91.229                                | 6                                     | 25                                    | 30                                    |
| Niedersachsen                         | 8.056                                 | 26                                    | 474.609                               | 31                                    | 57                                    | 46                                    |
| Nordrhein-Westfalen                   | 20.017                                | 64                                    | 1.118.967                             | 72                                    | 136                                   | 110                                   |
| Rheinland-Pfalz                       | 5.200                                 | 17                                    | 245.283                               | 16                                    | 33                                    | 26                                    |
| Saarland                              | 2.588                                 | 8                                     | 42.459                                | 3                                     | 11                                    | 8                                     |
| Sachsen                               | 9.666                                 | 31                                    | 345.471                               | 22                                    | 53                                    | 69                                    |
| Sachsen-Anhalt                        | 8.394                                 | 27                                    | 314.265                               | 20                                    | 47                                    | 65                                    |
| Schleswig-Holstein                    | 3.179                                 | 10                                    | 185.636                               | 12                                    | 22                                    | 18                                    |
| Thüringen                             | 7.841                                 | 25                                    | 221.621                               | 14                                    | 39                                    | 67                                    |
| Bundesgebiet                          | 103.187                               | 330                                   | 5.123.233                             | 330                                   | 660                                   | 660                                   |
| Auslandsgruppe Europa                 |                                       | 2                                     |                                       |                                       | 2                                     | 2                                     |